# Koma tou Gialou/Kumyalı
Kumyalı (griechisch Κώμα του Γιαλού Koma tou Gialou) ist ein Dorf auf der Karpas-Halbinsel im Norden der Mittelmeerinsel Zypern und liegt im Distrikt İskele der Türkischen Republik Nordzypern. Der Ort hatte 2011 686 Einwohner.

## Geographie

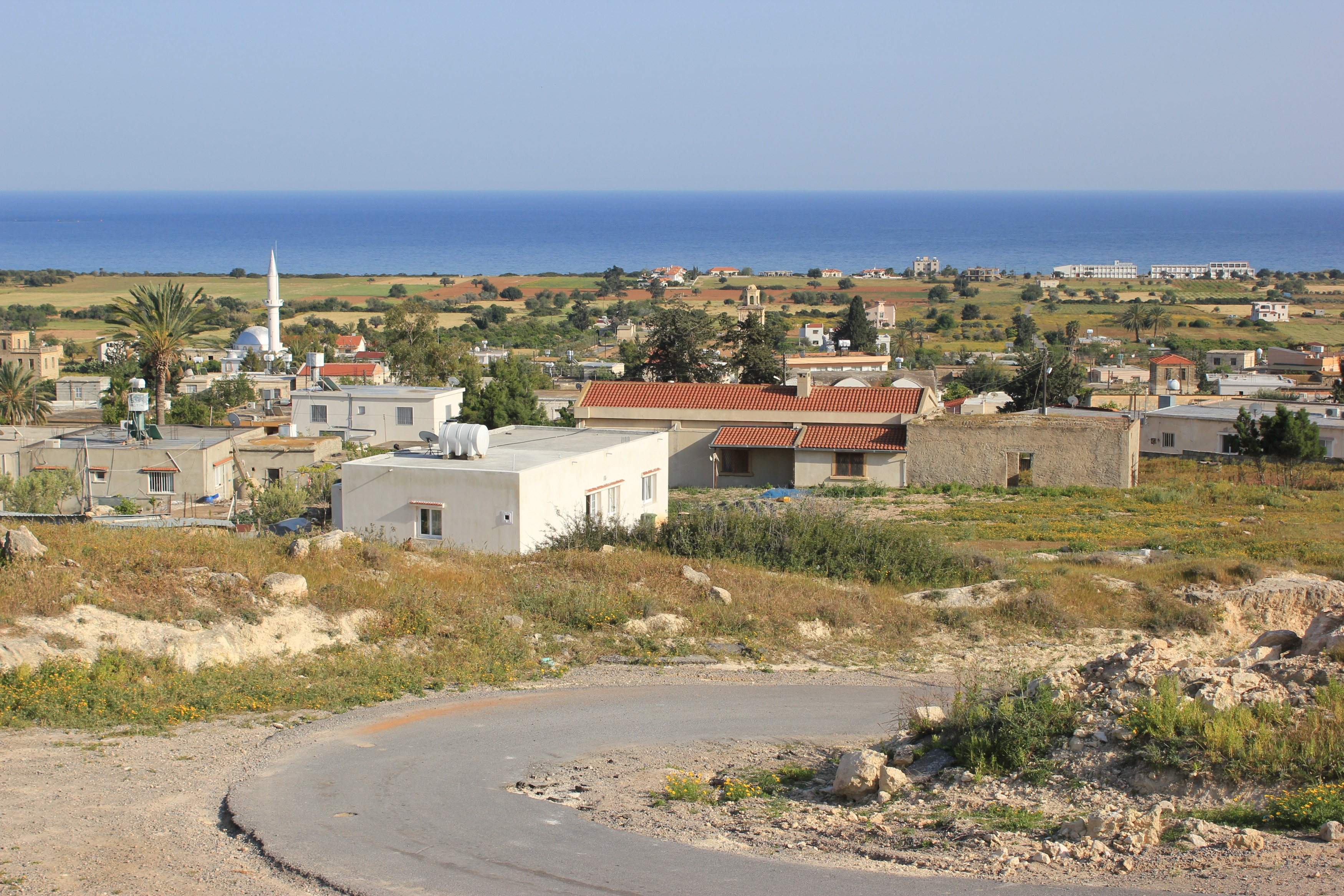
Blick von Norden über den Ort

Kumyalı liegt auf der Karpas-Halbinsel, 15 Kilometer südwestlich von Yeni Erenköy.

## Geschichte
Kumyalı war vor der Besetzung des Norden Zyperns durch türkische Streitkräfte von Zyperngriechen bewohnt. Bei der Volkszählung 1960 wurden 854 Zyperngriechen gezählt, 1973 waren es 818. Diese flohen nach dem Einmarsch in den Süden Zyperns. 
Heute ist Kumyalı durch Zyperntürken, die aus dem Bezirk Paphos in den Norden siedelten bewohnt. Hinzu kommen türkische Siedler aus den Provinzen Adana und Gaziantep. Auch kauften Zyperntürken, die in der Diaspora lebten und in die Türkische Republik Nordzypern zurückkehrten, Immobilien in Kumyalı oder bauten Häuser. 1978 zählte man in Kumyalı 467 Zyperntürken, 2011 waren es 686.